# Championnat de Colombie de football 1987
Navigation
Saison précédente Saison suivante
La saison 1987 du Championnat de Colombie de football est la quarantième édition du championnat de première division professionnelle en Colombie. Les quatorze meilleures équipes du pays disputent le championnat qui se déroule en trois phases :
- le Tournoi Ouverture (Torneo Hector Mesa Gomez) voit les équipes réparties en deux poules de sept. Les deux premiers de chaque groupe se qualifient pour l'Octogonal
- lors du tournoi Clôture (Torneo Carlos Arturo Mejia), les équipes sont regroupées au sein d'une poule unique où elles s'affrontent deux fois, à domicile et à l'extérieur. Les quatre premiers du classement final se qualifient pour l'Octogonal, la phase finale nationale. À l'issue de cette phase, il n'y a ni promotion, ni relégation.
- l'Octogonal est la poule unique comportant les huit qualifiés qui s'affrontent à nouveau deux fois, à domicile et à l'extérieur. L'équipe terminant en tête est sacrée championne et se qualifie pour la prochaine édition de la Copa Libertadores en compagnie de son dauphin.

C'est le CD Los Millonarios qui remporte la compétition, après avoir terminé en tête de l'Octogonal, devant le quintuple tenant du titre, l'América de Cali et l'Independiente Santa Fe. C'est le douzième titre de champion de l'histoire du club, le premier depuis 1978.

## Les clubs participants
| - Independiente Santa Fe - CD Los Millonarios - Deportes Tolima - Atlético Bucaramanga - Once Caldas - Independiente Medellin - Unión Magdalena | - Atlético Nacional - Deportivo Pereira - América de Cali - Cucuta Deportivo - Deportes Quindio - Deportivo Cali - Atlético Junior |

## Compétition
Le barème utilisé pour établir l'ensemble des classements est le suivant :
- Victoire : 2 points
- Match nul : 1 point
- Défaite : 0 point

### Tournoi Ouverture
Groupe A :
| Rang | Équipe             | Pts | J  | G | N | P | Bp | Bc | Diff |
| ---- | ------------------ | --- | -- | - | - | - | -- | -- | ---- |
| 1    | CD Los Millonarios | 19  | 14 | 6 | 7 | 1 | 27 | 17 | +10  |
| 2    | Atlético Nacional  | 17  | 14 | 6 | 5 | 3 | 17 | 11 | +6   |
| 3    | Deportivo Cali     | 15  | 14 | 5 | 5 | 4 | 21 | 16 | +5   |
| 4    | Deportes Tolima    | 14  | 14 | 4 | 6 | 4 | 16 | 16 | 0    |
| 5    | Once Caldas        | 12  | 14 | 3 | 6 | 5 | 22 | 24 | -2   |
| 6    | Cucuta Deportivo   | 10  | 14 | 4 | 2 | 8 | 10 | 22 | -12  |
| 7    | Unión Magdalena    | 10  | 14 | 2 | 6 | 6 | 14 | 19 | -5   |

Groupe B :
| Rang | Équipe                 | Pts | J  | G | N | P | Bp | Bc | Diff |
| ---- | ---------------------- | --- | -- | - | - | - | -- | -- | ---- |
| 1    | América de CaliT       | 19  | 14 | 7 | 5 | 2 | 29 | 14 | +15  |
| 2    | Atlético Junior        | 18  | 14 | 6 | 6 | 2 | 22 | 18 | +4   |
| 3    | Independiente Santa Fe | 14  | 14 | 5 | 4 | 5 | 27 | 18 | +9   |
| 4    | Deportivo Pereira      | 14  | 14 | 5 | 4 | 5 | 17 | 24 | -7   |
| 5    | Atlético Bucaramanga   | 12  | 14 | 4 | 4 | 6 | 16 | 19 | -3   |
| 6    | Deportes Quindio       | 12  | 14 | 2 | 8 | 4 | 15 | 20 | -5   |
| 7    | Independiente Medellin | 10  | 14 | 4 | 2 | 8 | 17 | 30 | -13  |

Barrage de bonus :
Les premiers de groupe s'affrontent pour la répartition des bonus lors de l'Octogonal. Le gagnant reçoit un point, le perdant 0.75 point. Les deuxièmes de groupe en font de même avec un demi-point pour le vainqueur et 0.25 point pour le vaincu.
| Équipe 1           | Résultat | Équipe 2        |
| ------------------ | -------- | --------------- |
| CD Los Millonarios | 3 - 1    | América de Cali |
| Atlético Nacional  | 4 - 2    | Atlético Junior |

### Tournoi Clôture
| Rang | Équipe                 | Pts | J  | G  | N  | P  | Bp | Bc | Diff |
| ---- | ---------------------- | --- | -- | -- | -- | -- | -- | -- | ---- |
| 1    | CD Los Millonarios     | 40  | 26 | 17 | 6  | 3  | 47 | 29 | +18  |
| 2    | Atlético Nacional      | 36  | 26 | 15 | 6  | 5  | 37 | 22 | +15  |
| 3    | América de CaliT       | 30  | 26 | 11 | 8  | 7  | 32 | 17 | +15  |
| 4    | Independiente Santa Fe | 30  | 26 | 11 | 8  | 7  | 41 | 29 | +12  |
| 5    | Deportivo Cali         | 29  | 26 | 10 | 9  | 7  | 44 | 31 | +13  |
| 6    | Deportivo Pereira      | 29  | 26 | 9  | 11 | 6  | 31 | 26 | +5   |
| 7    | Independiente Medellin | 28  | 26 | 10 | 8  | 8  | 28 | 29 | -1   |
| 8    | Atlético Junior        | 28  | 26 | 9  | 10 | 7  | 38 | 29 | +9   |
| 9    | Atlético Bucaramanga   | 26  | 26 | 8  | 10 | 8  | 22 | 25 | -3   |
| 10   | Deportes Quindio       | 25  | 26 | 8  | 9  | 9  | 33 | 37 | -4   |
| 11   | Cucuta Deportivo       | 17  | 26 | 6  | 5  | 15 | 32 | 36 | -4   |
| 12   | Unión Magdalena        | 17  | 26 | 6  | 5  | 15 | 18 | 36 | -18  |
| 13   | Deportes Tolima        | 16  | 26 | 4  | 8  | 14 | 22 | 44 | -22  |
| 14   | Once Caldas            | 13  | 26 | 4  | 5  | 17 | 19 | 45 | -26  |

|  | Qualification pour l'Octogonal acquise depuis le tournoi Ouverture |
|  | Qualification pour l'Octogonal par le biais du classement          |

- Les quatre premiers du classement obtiennent respectivement 1, 0.75, 0.5 et 0.25 point de bonus.

### Octogonal
| Rang | Équipe                 | Pts   | J  | G | N | P  | Bp | Bc | Diff |
| ---- | ---------------------- | ----- | -- | - | - | -- | -- | -- | ---- |
| 1    | CD Los Millonarios     | 22    | 14 | 7 | 6 | 1  | 24 | 8  | +16  |
| 2    | América de CaliT       | 20,25 | 14 | 6 | 7 | 1  | 12 | 6  | +6   |
| 3    | Independiente Santa Fe | 18,25 | 14 | 7 | 4 | 3  | 15 | 11 | +4   |
| 4    | Atlético Nacional      | 18,25 | 14 | 6 | 5 | 3  | 26 | 9  | +17  |
| 5    | Atlético Junior        | 16,25 | 14 | 5 | 6 | 3  | 13 | 10 | +3   |
| 6    | Deportivo Cali         | 12    | 14 | 3 | 6 | 5  | 12 | 16 | -4   |
| 7    | Deportivo Pereira      | 5     | 14 | 1 | 3 | 10 | 6  | 26 | -20  |
| 8    | Independiente Medellín | 5     | 14 | 1 | 3 | 10 | 6  | 28 | -22  |

|  | Qualification pour la Copa Libertadores 1988 |

## Bilan de la saison
| Championnat de Colombie de football 1987 |                                |
| Champion                                 | CD Los Millonarios (12e titre) |
| Qualifications continentales             |                                |
| Copa Libertadores 1988                   | CD Los Millonarios             |
| Copa Libertadores 1988                   | América de Cali                |
| Promotions et relégations                |                                |
| Promus en Primera A                      | Sporting de Barranquilla       |
| Relégués en Primera B                    | Aucun                          |